# 1878 ve fotografii

Vysokorychlostní fotografie, Eadweard Muybridge, 1878

Tento článek obsahuje významné fotografické události v roce 1878.

## Události
- Eadweard Muybridge předvedl fotografie běžícího koně klusajícího ve velké rychlosti, použil systém trip-wire.
- 14. května – O. Sarony a J. R. Johnson patentovali stroj na výrobu citlivých papírů s želatinovou vrstvou.[1][2]

## Narození v roce 1878
- 1. ledna – Olga Máté, jedna z prvních maďarských fotografek známá svými portréty, světelnými technikami, osvětlovala pozadí aby vylepšila své portréty a zátiší († 5. dubna 1961)
- 21. ledna – Julie Jirečková, česká malířka a fotografka († 11. srpna 1963)
- 11. února – Rudolf Vojtěch Špillar, český malíř a popularizátor fotografie († 22. března 1949)
- 11. února – Kjo Koike, japonsko-americký básník, lékař a fotograf (†  31. března 1947)
- 20. února – Henry B. Goodwin, švédský filolog a fotograf († 11. září 1931)
- 25. února – Frits Geveke, nizozemský fotograf († 31. března 1950)
- 26. února – Albert Edwin Roberts, australský fotograf († 24. července 1964)
- 30. března – Harold Cazneaux, australský fotograf († 19. června 1953)
- 3. dubna – Adele Younghusband († 3. dubna 1969)
- 24. dubna – Bernard F. Eilers, nizozemský fotograf († 26. dubna 1951)
- 9. května – Jessie Buckland, novozélandská fotografka († 8. června 1939)
- 21. května – Bohumil Střemcha, český fotograf († 4. června 1966)
- 13. července – Rudolf Franz Lehnert, fotograf českého původu († 16. ledna 1948)
- 4. srpna – Ernst Heinrich Landrock, německý fotograf († 1966)
- 8. září – Gustaf Wernersson Cronquist, švédský amatérský fotograf († 16. července 1967)
- 16. října – Jean Agélou, francouzský fotograf († 1921)
- ? – Aizó Morikawa, japonský fotograf († 5. února 1949)
- ? – Felix Pohl, český fotograf Šumavy († 1961)
- ? – Emily Pitchfordová, americká piktorialistická fotografka († 1956)
- ? – Tassilo Adam, německý etnolog, fotograf a filmař působící v Indonésii († 1955)
- ? – Alice Manfieldová, australská horská průvodkyně, amatérská přírodovědkyně, vlastník horské chaty, fotografka a feministka († 14. července 1960)
- ? – Juan Manuel Figueroa Aznar, peruánský herec, fotograf, malíř a politik, jeden z nejvýznamnějších představitelů fotografického rozkvětu Cusza na počátku 20. století (1878–1951)

## Úmrtí v roce 1878
- 19. ledna – Henri Victor Regnault, francouzský chemik, fyzik a fotograf (* 21. července 1810)
- 23. května – Pierre Brandebourg, lucemburský malíř a fotograf (* 25. července 1824)
- 11. listopadu – William Carrick, skotský umělec a fotograf (* 31. prosince 1827)
- 16. prosince – Geneviève Élisabeth Disdéri, francouzská fotografka (* 1817)
- ? – Gioacchino Altobelli, italský malíř a fotograf (* 1814)